# Сингапур на летних Олимпийских играх 1948
Сингапур принимал участие в Летних Олимпийских играх 1948 года в Лондоне (Великобритания) в первый раз за свою историю, но не завоевал ни одной медали. Страну представлял один легкоатлет.

## Лёгкая атлетика
Спортсменов — 1
Мужчины
| Спортсмен      | Вид             | Квалификация | Квалификация | Финал     | Финал |
| Спортсмен      | Вид             | Результат    | Место        | Результат | Место |
| -------------- | --------------- | ------------ | ------------ | --------- | ----- |
| Ллойд Вальберг | Прыжки в высоту | 1,87         | ?            | 1,80      | 14    |